# Premi Charrúa
El premi Charrúa (en castellà: Premio Charrúa) és un premi a l'esport uruguaià, creat i organitzat pel Círculo de Periodistas Deportivos del Uruguay i lliurat des de 1972.
Els millors esportistes en les seves respectives disciplines són reconeguts per la premsa uruguaiana especialitzada en esports. El premi compta amb destaqui que és el Premi Charrúa d'Or atorgat a el millor esportista de l'any a Uruguai.
En 2018, els premis van ser lliurats a la Sala Nelly Goitiño de l'Sodre. El 2020, la cerimònia va ser transmesa per internet La Secretària Nacional d'l'Esport (SND) i la Intendència de Montevideo es van sumar a aquesta instància com copatrocinadors de la cerimònia. Els premis van ser lliurats a la Sala Blava de la Intendència de Montevideo, sense públic per les mitjanes sanitàries per la Pandèmia de COVID-19.